# Sant Gregori
Sant Gregori est une commune de la province de Gérone, en Catalogne, en Espagne dans la comarque de Gironès.